# Okręg Lyon
Okręg Lyon (fr. Arrondissement de Lyon) – okręg w południowo-wschodniej Francji. Populacja wynosi 1406 tysięcy.

## Podział administracyjny
W skład okręgu wchodzą następujące kantony:
- Arbresle,
- Bron,
- Caluire-et-Cuire,
- Condrieu,
- Décines-Charpieu,
- Écully,
- Givors,
- Irigny,
- Limonest,
- Lyon-I,
- Lyon-II,
- Lyon-III,
- Lyon-IV,
- Lyon-V,
- Lyon-VI,
- Lyon-VII,
- Lyon-VIII,
- Lyon-IX,
- Lyon-X,
- Lyon-XI,
- Lyon-XII,
- Lyon-XIII,
- Lyon-XIV,
- Meyzieu,
- Mornant,
- Neuville-sur-Saône,
- Oullins,
- Rillieux-la-Pape,
- Sainte-Foy-lès-Lyon,
- Saint-Fons,
- Saint-Genis-Laval,
- Saint-Laurent-de-Chamousset,
- Saint-Priest,
- Saint-Symphorien-d'Ozon,
- Saint-Symphorien-sur-Coise,
- Tassin-la-Demi-Lune,
- Vaugneray,
- Vaulx-en-Velin,
- Vénissieux-Nord,
- Vénissieux-Sud,
- Villeurbanne-Centre,
- Villeurbanne-Nord,
- Villeurbanne-Sud.